# Sickla udde

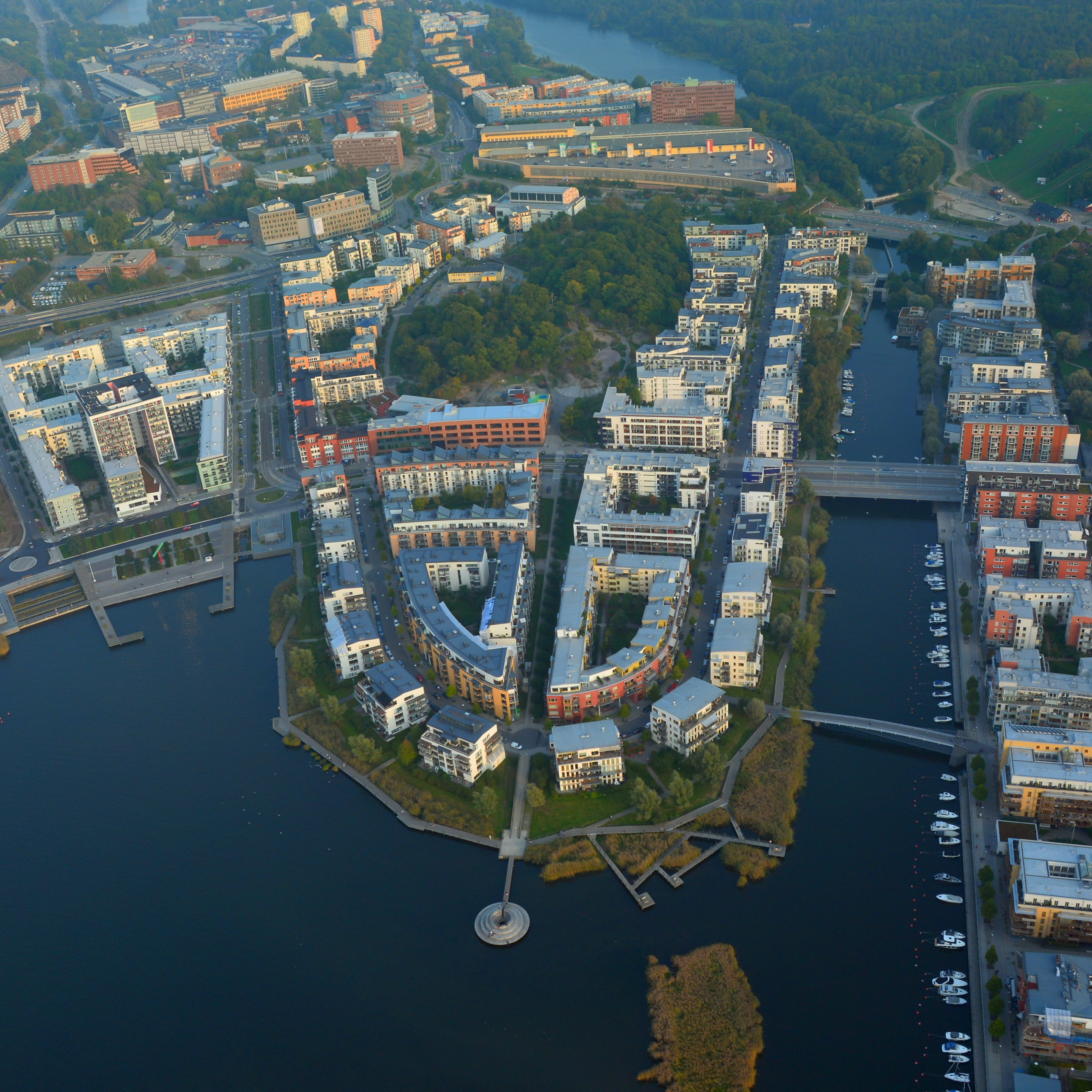
Flygfoto över Sickla udde med Sickla park i mitten och Sickla kanal till höger.

Sickla udde är ett bostadsområde i Stockholm stads byggnadsprojekt Hammarby sjöstad i Stockholm. Området ligger på den västra spetsen av den före detta Sickla park i stadsdelen Södra Hammarbyhamnen. Sickla udde är ett basområde omfattande 27 kvarter med en befolkning på 5 318 invånare (2019-12-31).
Sickla udde var tidigare en del av Lugnets industriområde, men sedan 1998 har industrierna försvunnit och området har bebyggts med bostäder. 
Sickla udde är även en hållplats på Tvärbanan. Avståndet från station Alvik är 11 kilometer. Sickla udde var tidigare ändhållplats, men i oktober 2017 öppnades en förlängning till Saltsjöbanans station Sickla.
Sickla udde trafikeras av SL-busslinjerna 71, 74, 469 och 484.

## Bilder

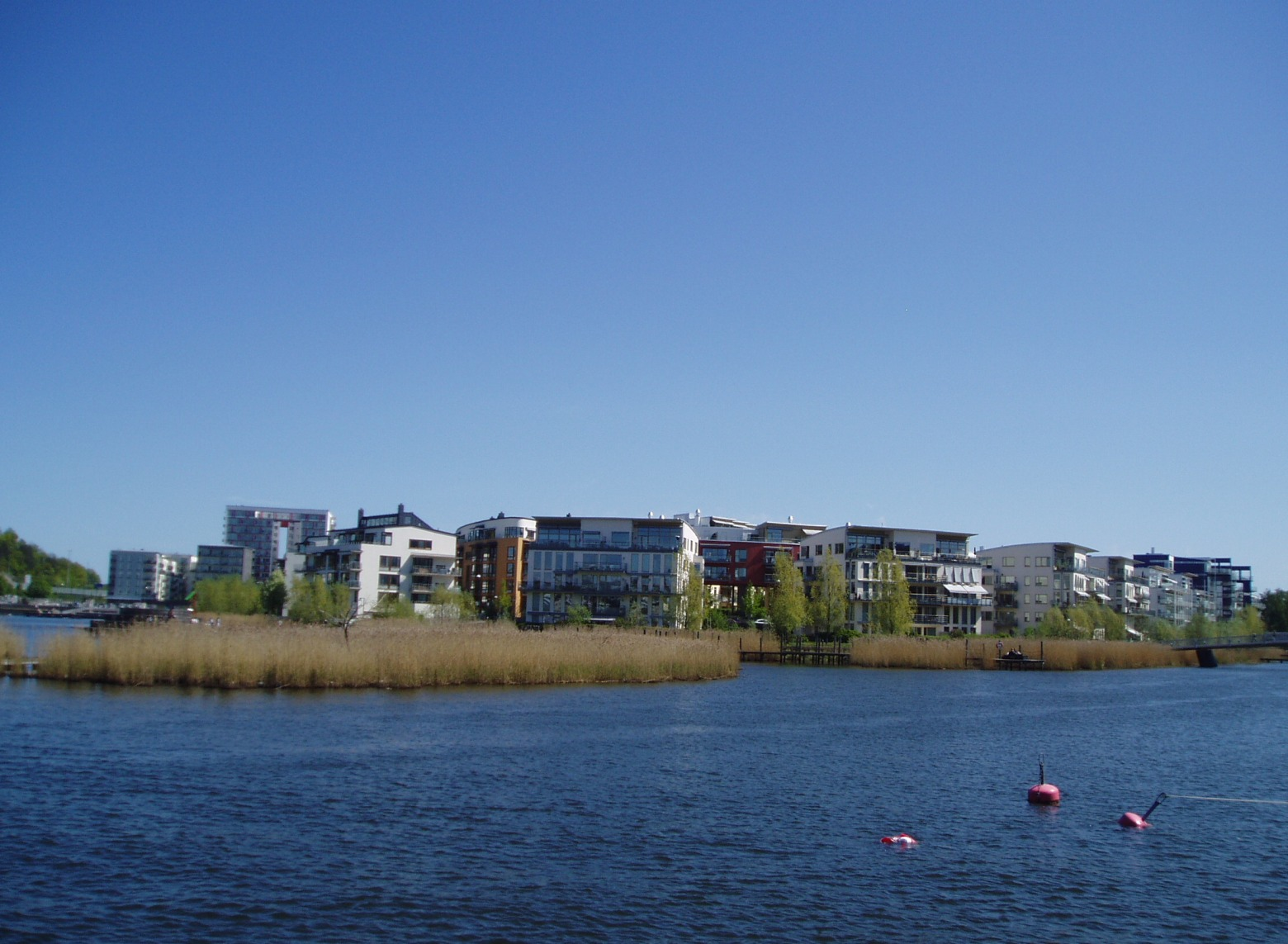
Sickla udde sett från Lumabryggan
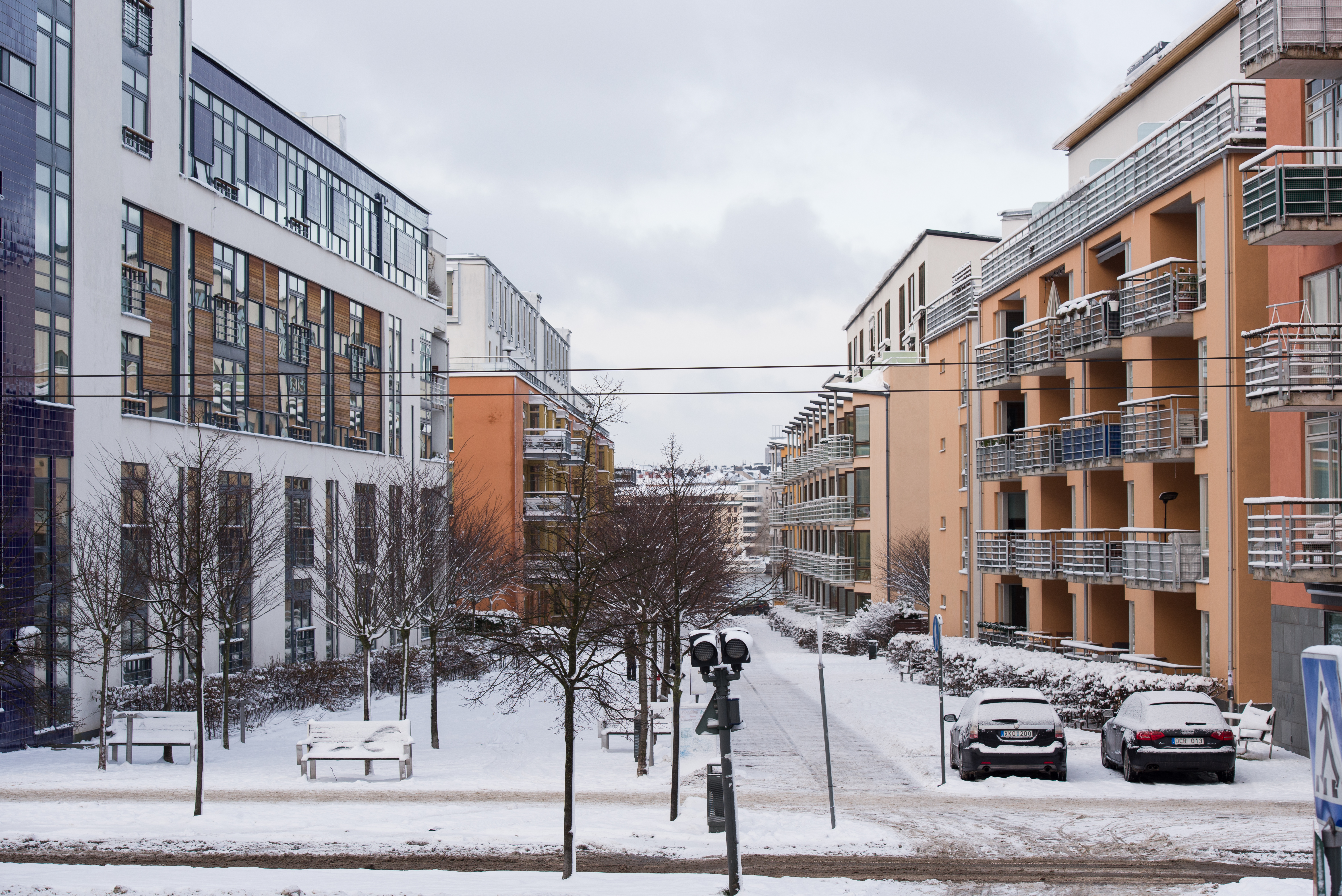
Bebyggelsen längst ut på udden med Södermalm i bakgrunden.
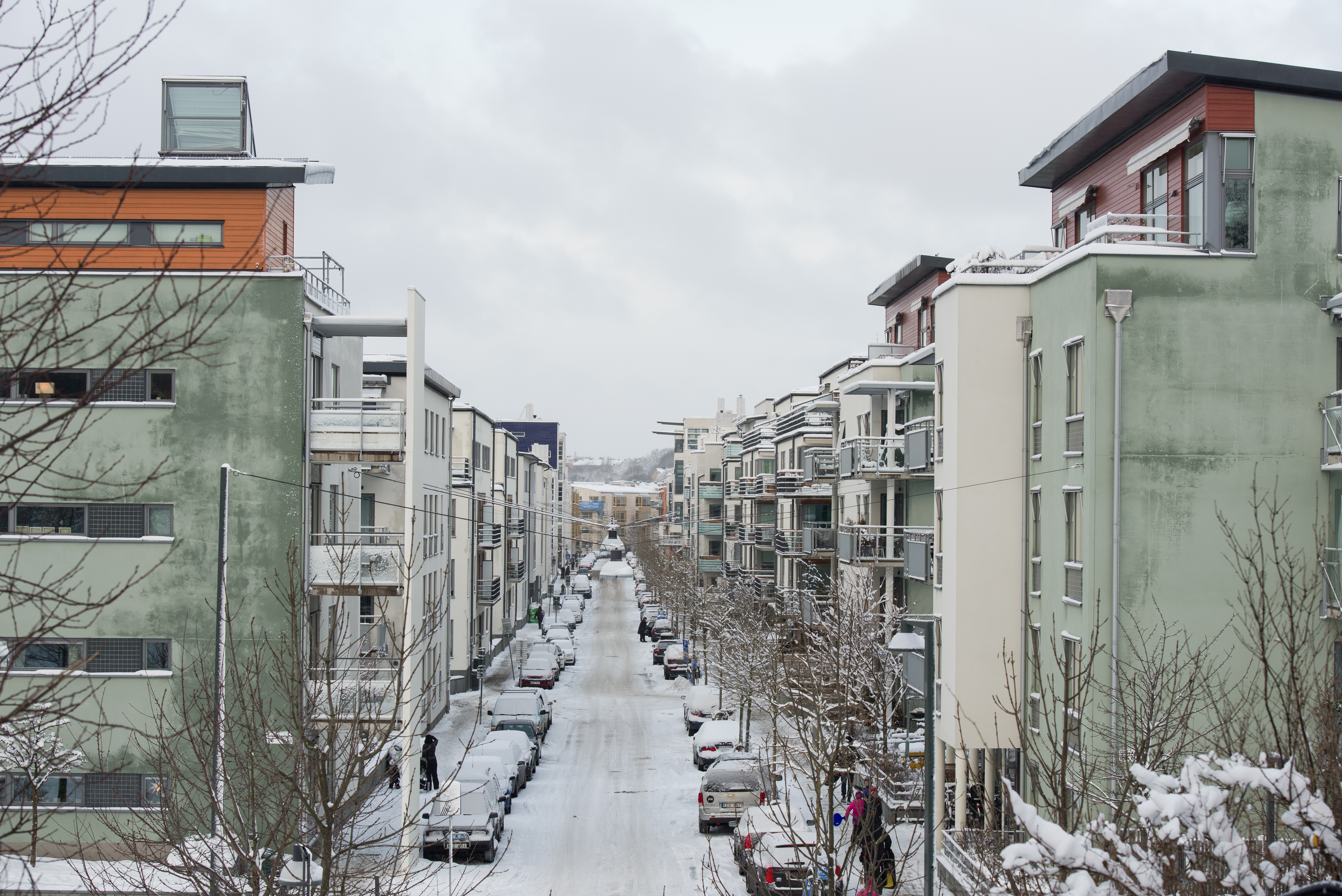
Bebyggelsen sedd från öster.
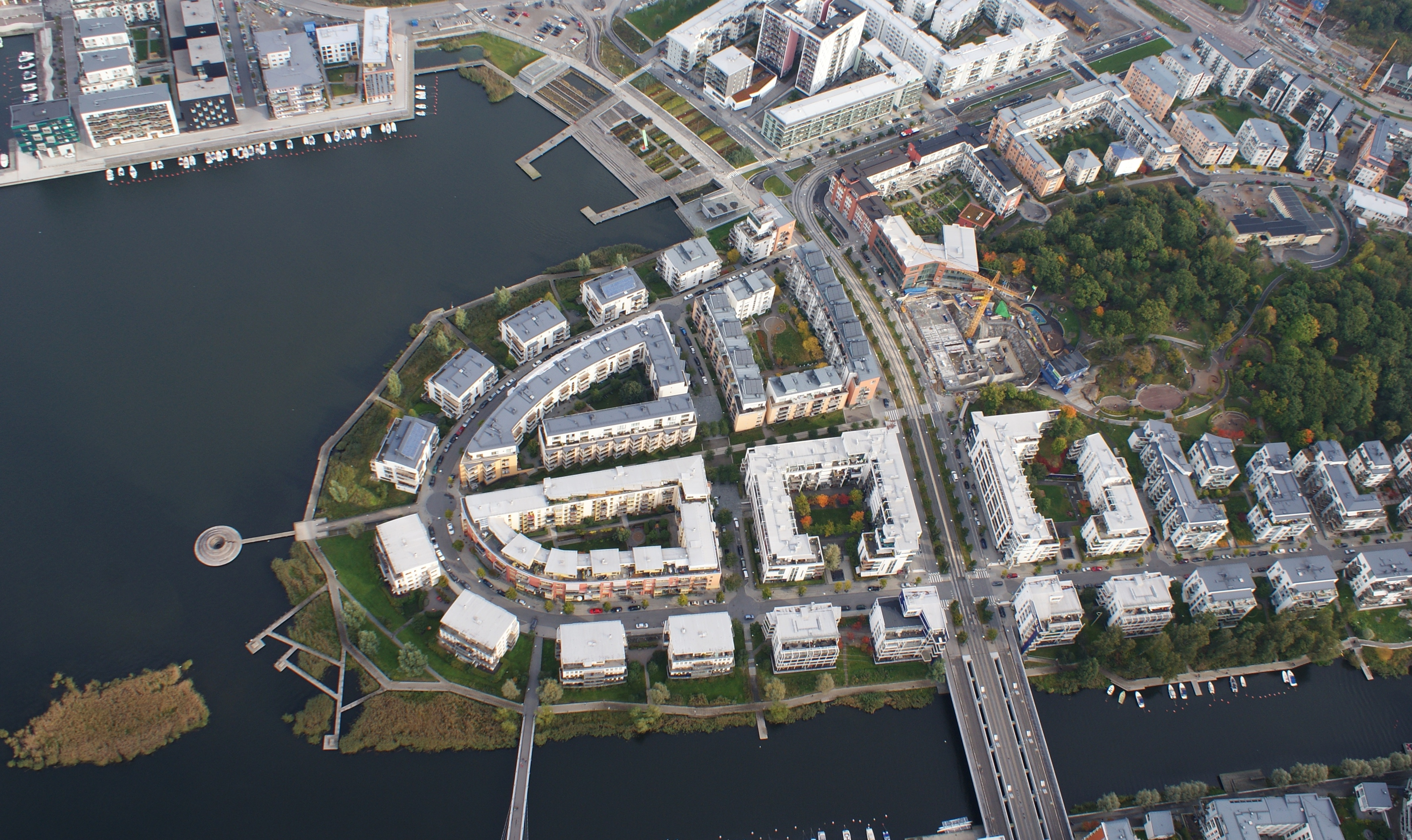
Flygfoto september 2012.